# Budapest Óriáskereke
A budapesti Óriáskerék Magyarország legmagasabb, 65 méter magas mobil óriáskereke, amely 2013 nyara óta áll a budapesti Erzsébet téren, rövid megszakításképp működött a Sziget Fesztiválon is.

## Felállítása
A Sziget Fesztivált is rendező iroda, a Sziget Kulturális Menedzser Iroda Kft. állította fel a 65 méteres óriáskereket az Erzsébet téren. A kerék 2013. június 8-tól július 22-ig üzemel a Deák Ferenc tér közelében, majd augusztusban a Sziget Fesztiválon. Az ötlet nem könnyen valósult meg, mert a Pénzügyminisztérium két szinten is problémát látott benne. Egyrészt környezetvédelmi okokból, másrészt pedig attól tartottak, fölborul az egyensúly a terület szórakozásra és pihenésre kiépített funkciói között. A főváros közterület-hasznosítási bizottsága május 7-én szavazta meg végül az engedélyt.
A belvárosi attrakciótól azt várják, hogy növekedjen a belváros turisztikai vonzereje. A kereket június 2-án már elindították, de hivatalos indítására csak június 7-én került sor.
A kerék mellé egy négynapos pálinkafesztivált is szerveztek, amelyet az Akvárium Klub (volt Gödör) üzemeltetője szervezett.

## Felépítése
Az elektromágneses meghajtású kerék zajmentes. A 65 méteres építmény 168 fő befogadására képes. 42 db négyfős, zárt kabinnal rendelkezik.

## Galéria

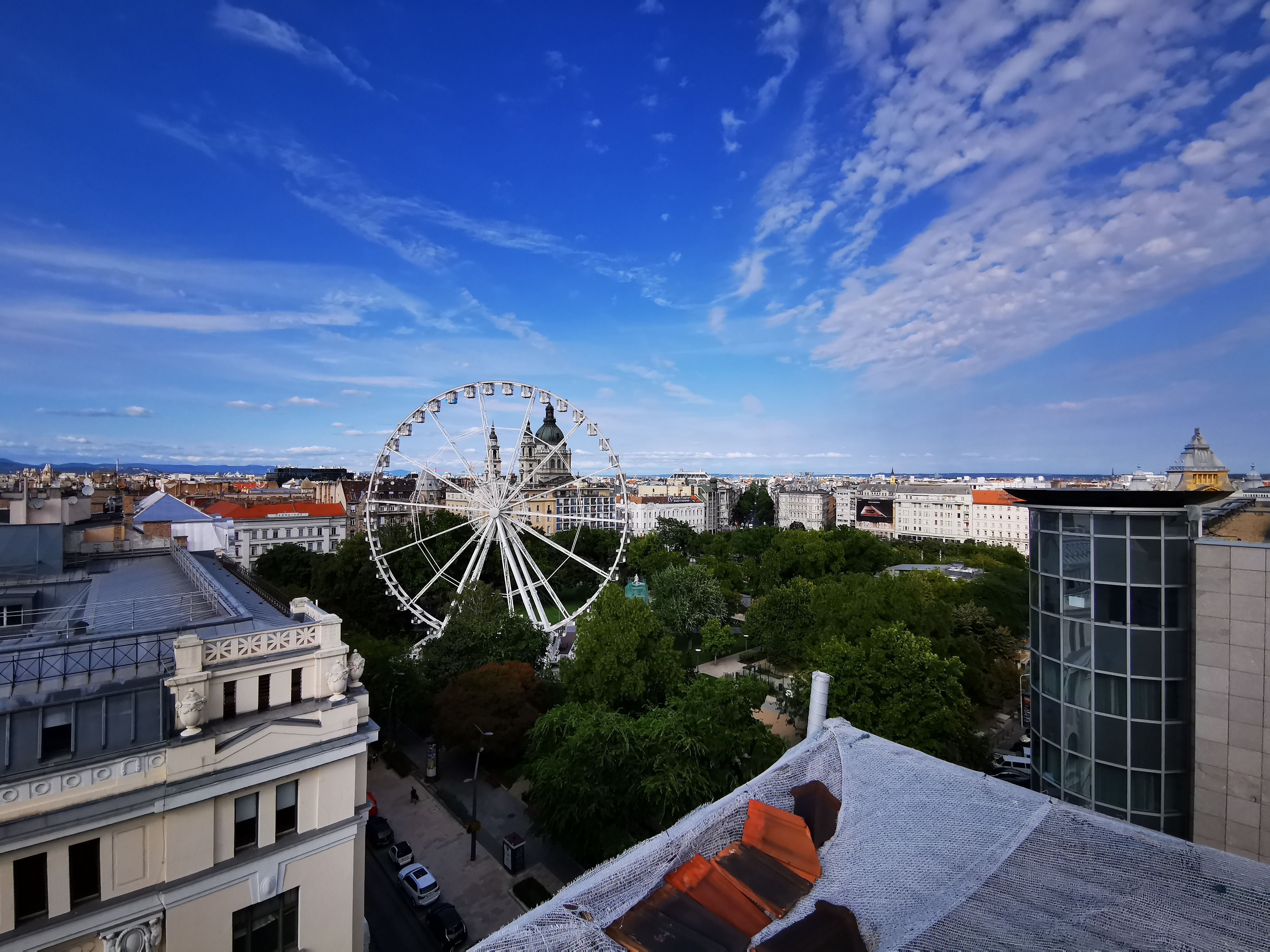
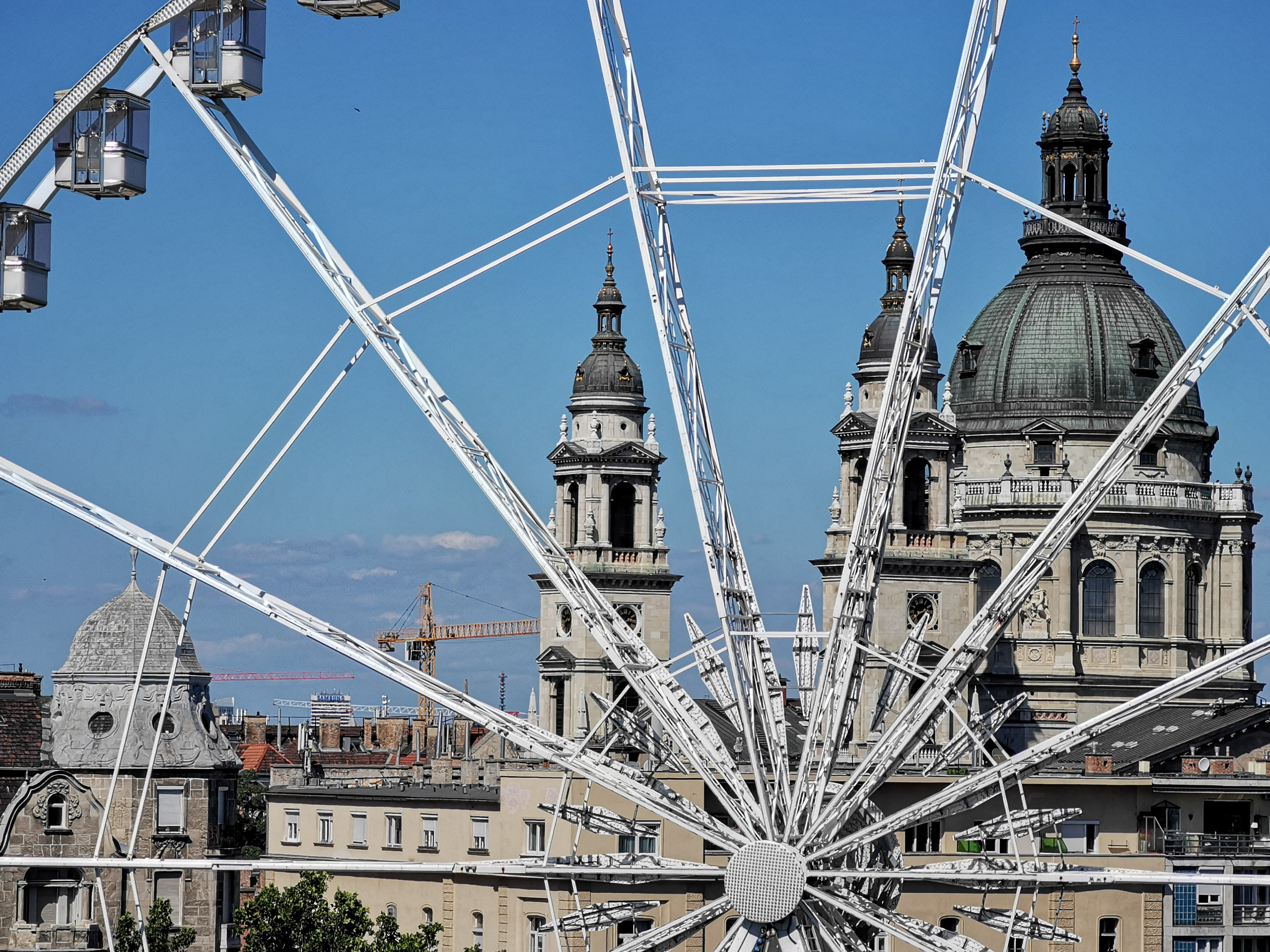
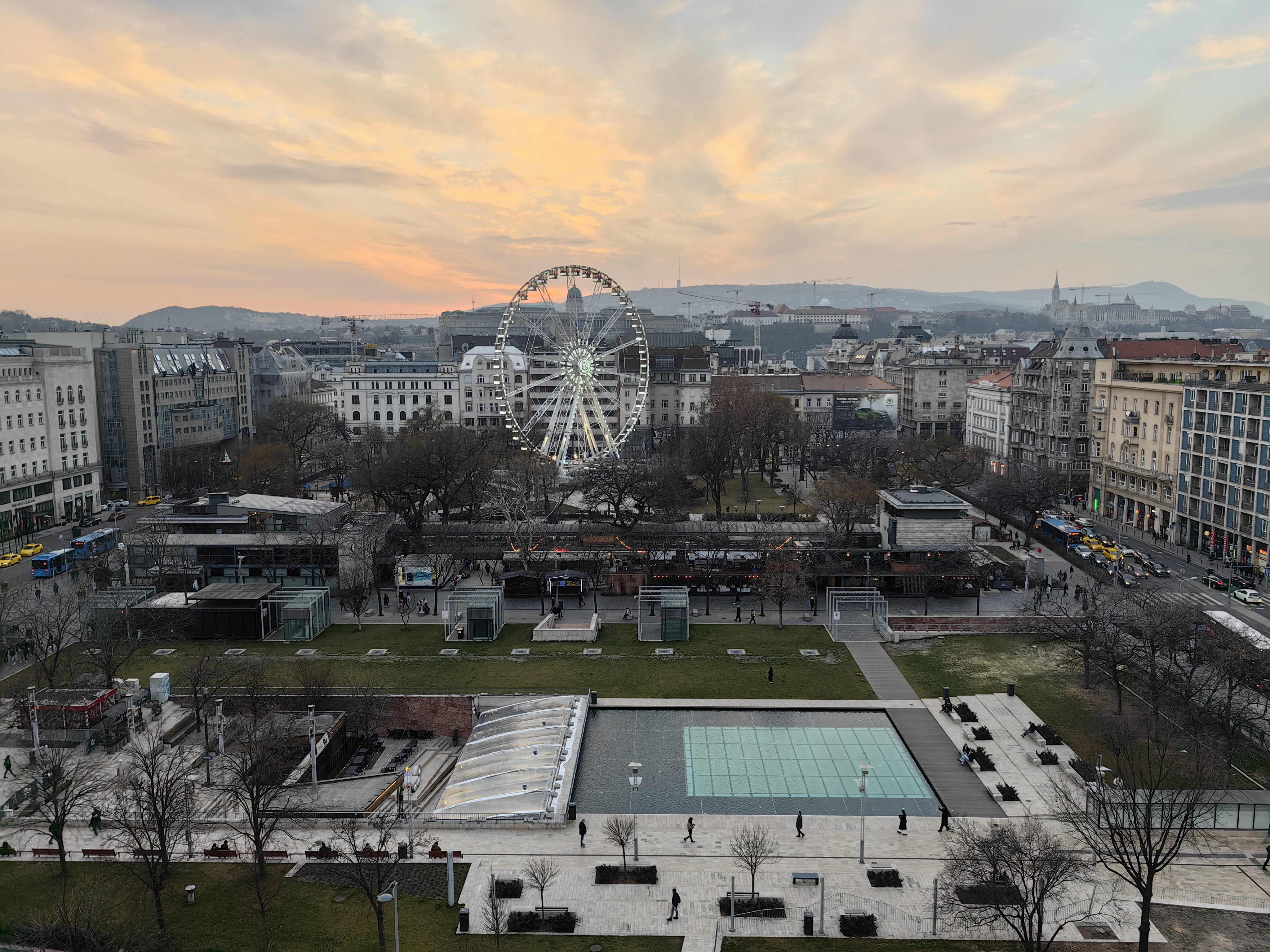
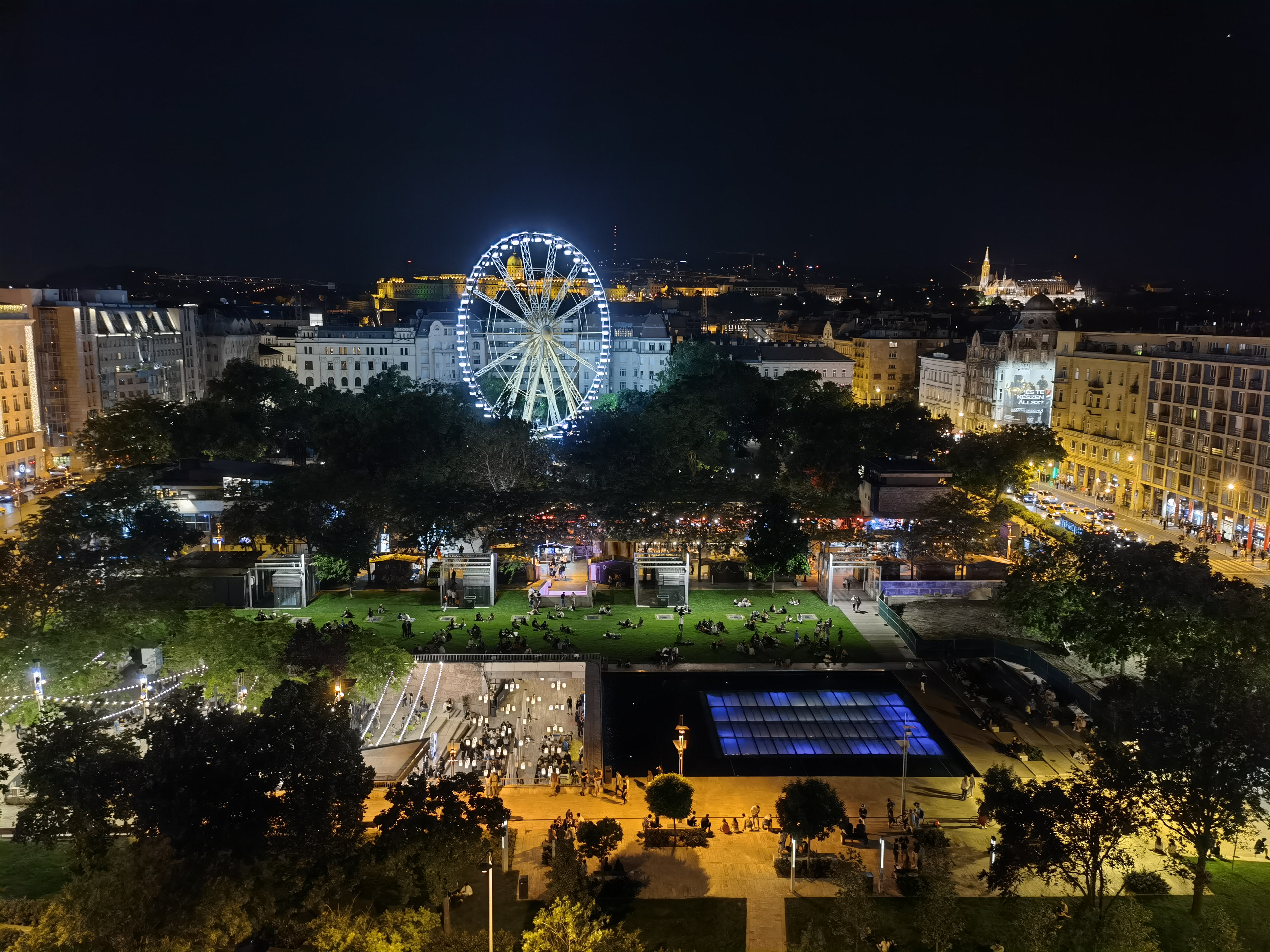
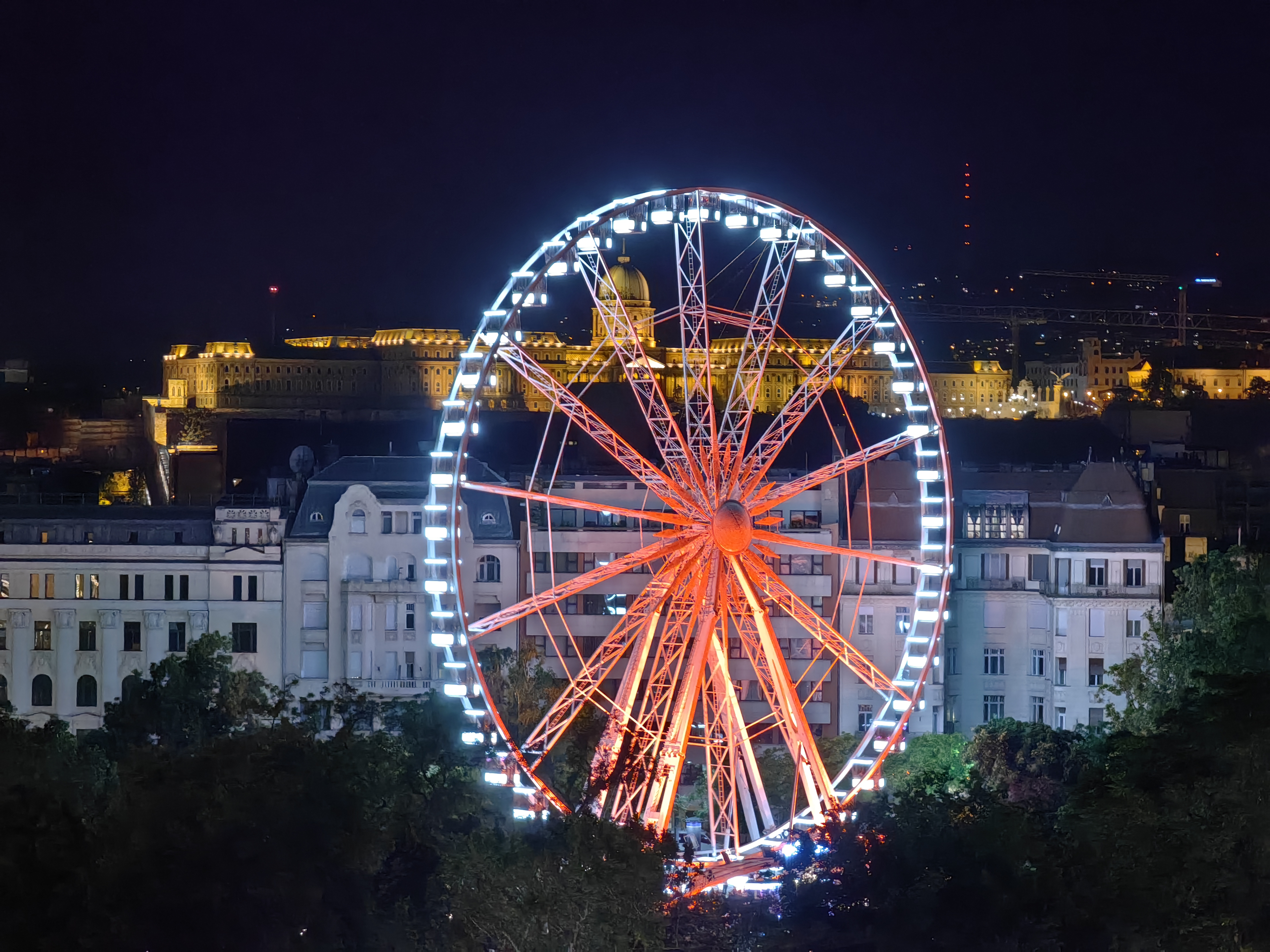
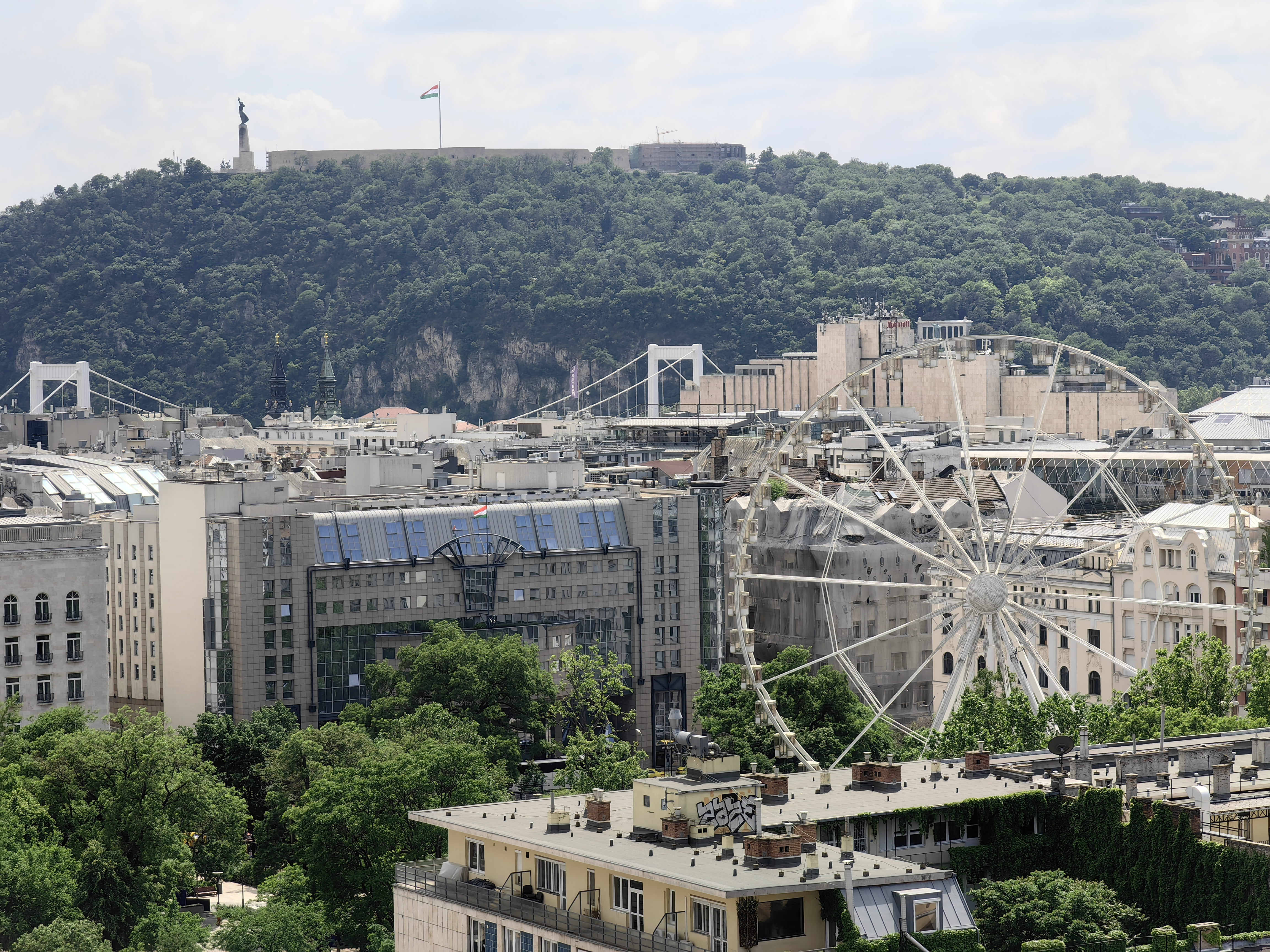
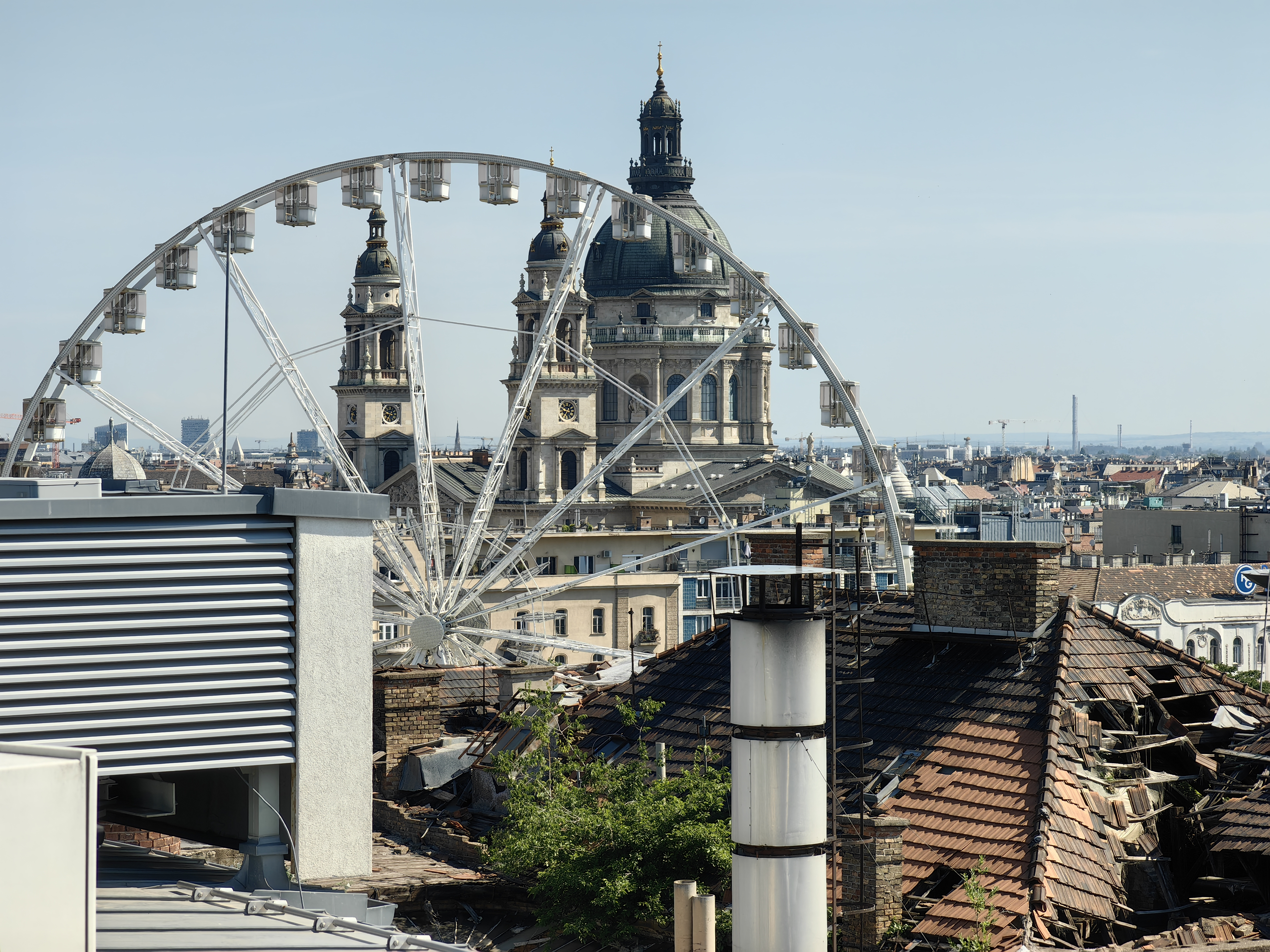